# Безымянка (Волгоградская область)
Безымянка — хутор, центр территориального образования Безымянская сельская территория городского округа «город Михайловка» Волгоградской области.

## География
Хутор расположен в степи, на реке Безымянке (левый приток реки Медведицы). Высота центра населённого пункта около 80 метров над уровнем моря. К северу и югу от хутора — частично закреплённые пески (Арчединско-Донские). Распространены песчаные бугры высотой 2-5 метров. На востоке граничит с хутором Абрамов. Почвы — чернозёмы южные.
К хутору имеется 21-км подъезд от федеральной автодороги «Каспий». По автомобильным дорогам расстояние до административного центра городского округа города Михайловки — 27 км, до областного центра города Волгограда — 180 км.
Климат
Климат умеренный континентальный (согласно классификации климатов Кёппена — Dfa). Многолетняя норма осадков — 406 мм. Наибольшее количество осадков выпадает в июне — 48 мм, наименьшее в феврале и марте — по 22 мм. Среднегодовая температура положительная и составляет +7,3 °С, средняя температура самого холодного месяца января −8,6 °С, самого жаркого месяца июля +22,6 °С.
Часовой пояс
Безымянка, как и вся Волгоградская область, находится в часовой зоне МСК (московское время). Смещение применяемого времени относительно UTC составляет +3:00.

## История
Хутор Безымянка относился к юрту станицы Арчадинской Усть-Медведицкого округа Земли Войска Донского (с 1870 — Область Войска Донского). В 1859 году на хуторе проживало 255 мужчин и 264 женщины. Население хутора быстро увеличивалось. Согласно переписи населения 1897 года на хуторе проживало 1063 мужчины и 1111 женщин, из них грамотных: мужчин — 370, женщин — 63. Хутор являлся вторым по численности населённым пунктом в юрте станицы Арчадинской.
Согласно алфавитному списку населённых мест Области Войска Донского 1915 года на хуторе имелось хуторское правление, церковь, проживало 1663 мужчины и 1526 женщин, земельный надел составлял 10 175 десятин.
В 1928 году хутор включён в состав Михайловского района Хопёрского округа (упразднён в 1930 году) Нижне-Волжского края (с 1934 года — Сталинградский край). Хутор являлся центром Безымянского сельсовета. В 1935 году передан в состав Раковского района Сталинградского края. В 1955 году Раковский район был упразднён, хутор вновь передан в состав Михайловского района.
В 2012 году хутор включён в состав городского округа город Михайловка

## Население
Динамика численности населения по годам:
| 1859 | 1873 | 1897 | 1915 | 1987  |
| ---- | ---- | ---- | ---- | ----- |
| 519  | 1355 | 2174 | 3191 | ≈1800 |

| 2010 |
| ---- |
| 1718 |

### Известные люди
- Кужеков, Станислав Лукьянович (род. 1941) — советский и российский учёный.

## Достопримечательности
На территории хутора находилась Георгиевская церковь, построенная в 1872 году (разрушена в 1935).